# Schloss Ebenzweier

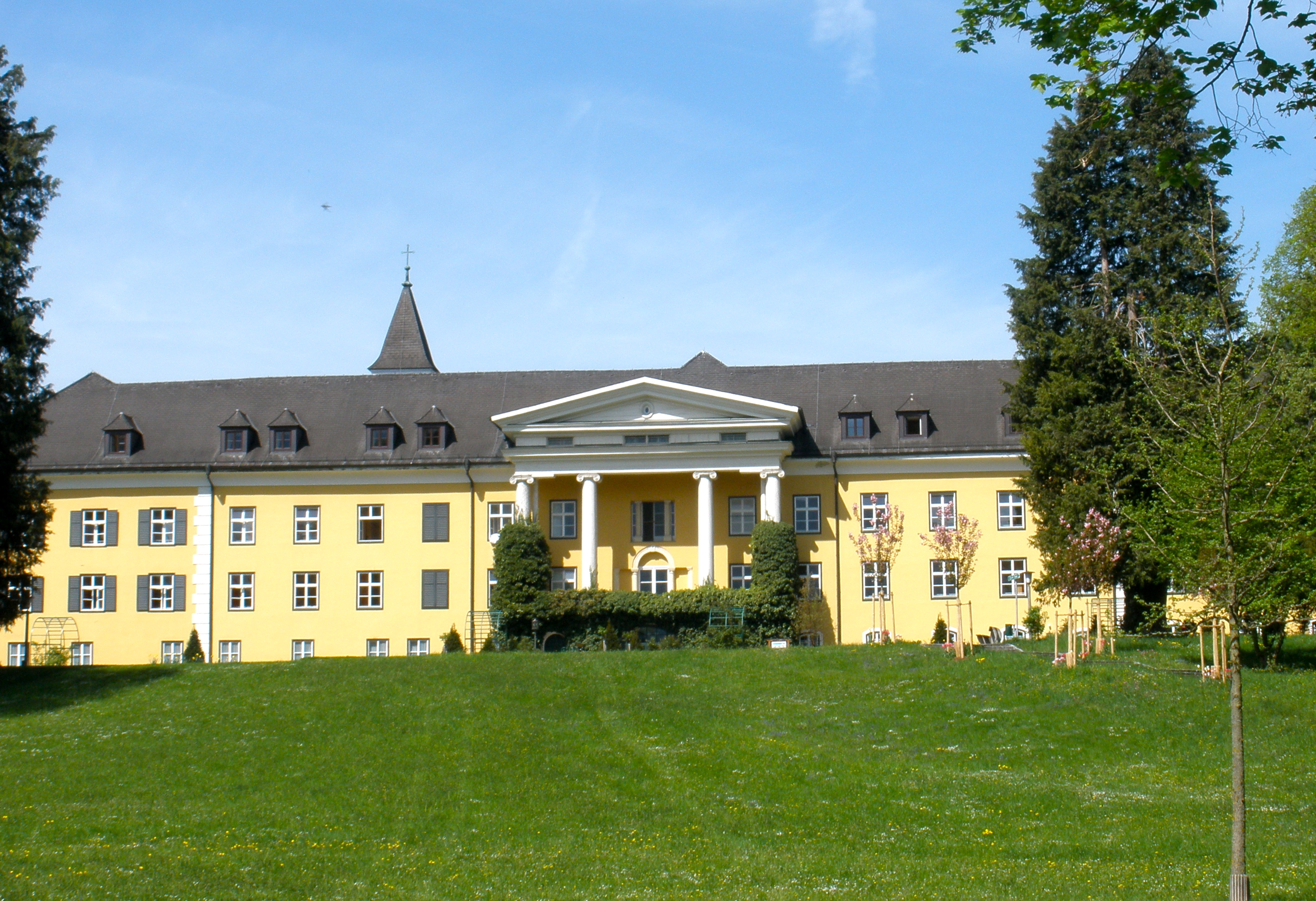
Schloss Ebenzweier

Das Schloss Ebenzweier liegt in der Gemeinde Altmünster im Bezirk Gmunden von Oberösterreich (Ebenzweier Nr. 17). Das Schloss steht unter Denkmalschutz (Listeneintrag).

## Geschichte

### Geschichte bis zum 20. Jahrhundert
Der frühere Ansitz war ursprünglich Stammsitz der 1292 nachweisbaren Schachner, der erste von diesen war der urkundlich genannte Ditmayr Schachner. Unter Paul Schachner wird der Ansitz 1380 als Schachnerhof bezeichnet; wegen dieser Besitzverhältnisse hieß der Ansitz früher auch nur Schachen. Der Name Ebenzweier stammt aus der Lagebezeichnung „neben dem Weiher“ (= Nebenzweyer, aus dieser Bezeichnung wurde dann Ebenzweyer). Aber bereits die Schachners nannten ihren Ansitz wechselweise Schachen oder Nebenzweier. Die Schachners waren nach dem Lehensbuch der Wallseer von 1446 Dienstleute der Herren von Ort. 1526 wird ein Hans Schachner und 1550 Abraham Schachner genannt. Im 16. Jahrhundert wurden die Schachners Protestanten. Ein Schachner namens Abraham war sogar 1564 Pastor in Altmünster; von ihm ging der Besitz 1580 an seinen gleichnamigen Sohn über. Die Schachners mussten wegen ihres Glaubens das Land verlassen und 1626 wurde Ebenzweier vom Landesfürsten eingezogen.

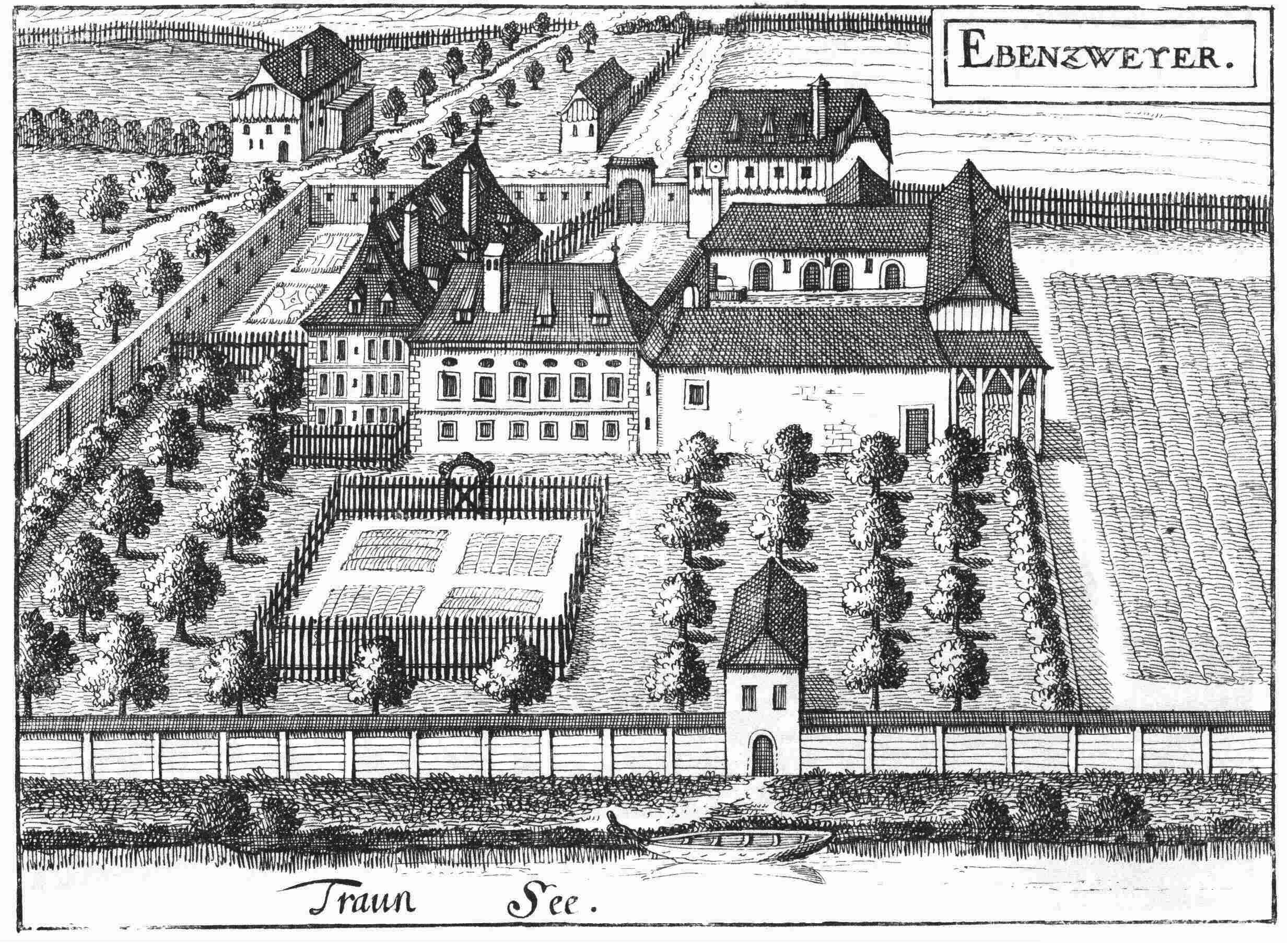
Schloss Ebenzweier auf einem Stich von Georg Matthäus Vischer von 1674

1629 war Christoph von Zedlitz kurzfristig im Besitz der Herrschaft. Auf diesen folgte Abraham von Rohrbach. Regina, die Witwe des Abraham von Rohrbach auf Ebenzweyr, Tochter des Jodokus „Jobst“ Schmidauer von Ober-Wallsee und der Cäcilia von Ramming, verkaufte Ebenzweier 1633 an Thomas II. von Seeau. 1681 ist Johann Philibert von Seeau zu Mühlleuthen Freiherr auf Ebenzweier. 1724 geriet Ebenzweier wegen der hohen Schulden unter Zwangsverwaltung. 1742 musste Graf Josef Seeau den Besitz wegen seiner Schulden öffentlich versteigern lassen. 1743 stirbt auch Anton Nikolaus Franz Xaver von Seeau, Graf zu Mühlleuthen, als zweiter und letzter Freiherr Seeau von Mühlleuten auf Ebenzweier. 1767 erwirbt Freiherr Elias Engl von Wagrein Ebenzweier aus der Konkursmasse. Nach sechs Jahren wurde der Besitz an Anton von Unkrechtsberg zu Puchberg weiterveräußert. 1801 verstarb der letzte Unkrechtsberg ohne Erben und das Schloss wurde zum freien Verkauf ausgeschrieben. 1802 erwarb Florian Max Clodi die Herrschaft Ebenzweier aus der Erbmasse. Seine Erben konnten den großen Besitz nicht lange halten und verkauften ihn an Erzherzog Maximilian Josef d’Este. Dieser ließ das Schloss großzügig renovieren und zu einem Landschloss umbauen. Nach seinem Tod erbte seine Nichte, Erzherzogin Maria Theresia, den Besitz. 1891 verkaufte sie alles dem Prinzen Don Jayme de Bourbon. 1892 wurde sein Nachfolger Alfonso von Bourbon.
1971 schenkt Prinz Carlos Hugues de Bourbon das renovierungsbedürftige Schloss der Gemeinde Altmünster. Heutiger Besitzer ist das Land Oberösterreich, das Schloss wurde erneut restauriert und als Internat für Kochlehrlinge adaptiert. 1986 wurde hier auch eine gastgewerbliche Berufsschule eingerichtet.

### Brandkatastrophe 2016

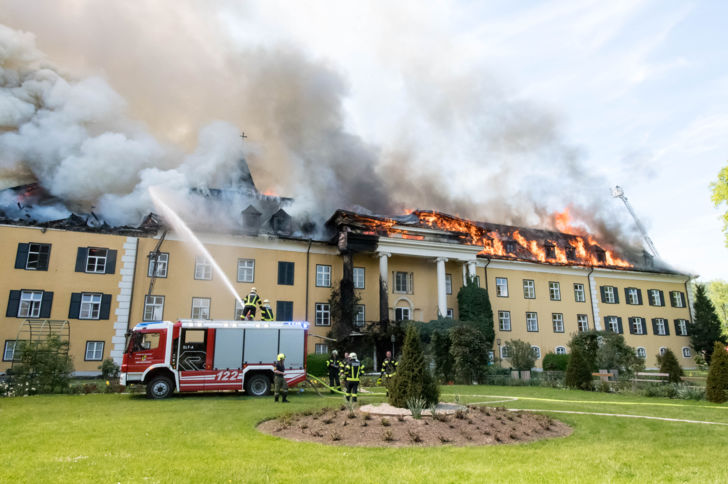
Schloss Ebenzweier während der Brandkatastrophe am 9. Mai 2016.

Am 9. Mai 2016 brach gegen 12 Uhr im Bereich des Haupteinganges zum Park (Osten) ein Glimmbrand aus. Dieser breitete sich rasch aus und griff auf große Teiles des Dachstuhles über, der in weiterer Folge in sich zusammenbrach. 285 Schüler der Berufsschule mussten in Sicherheit gebracht werden. Da die Hydranten der Gemeinde Altmünster die erforderliche Löschkapazität nicht mehr bieten konnten, wurden 18 Leitungen an den Nahe gelegenen Traunsee gelegt, dadurch kam es zur vorübergehenden Sperre der Salzkammergutstraße. Mit einem Höchststand in den Abendstunden von 31 Feuerwehren aus den Bezirken Gmunden und Vöcklabruck, rund 450 Feuerwehrleuten und 86 Einsatzfahrzeugen war dieser Einsatz eine der größten Brandkatastrophen der vergangenen Jahrzehnte im Bundesland Oberösterreich.
Die Nachlöscharbeiten dauerten auch am 10. Mai noch an. Am Gebäude entstand erheblicher Schaden, der Dachstuhl und die Mansarde sind in das zweite Obergeschoß gefallen. Das Schloss ist einsturzgefährdet und muss nun von Statikern geprüft werden. Nach ersten Ermittlungen hat sich ein Efeu an einer Säule durch eine Zigarette entzündet, wegen der starken Windentwicklung kam es zum Übergriff der Flammen auf den Dachstuhl. Am dritten Einsatztag, dem 11. Mai 2016, waren noch immer ununterbrochen drei Feuerwehren mit 35 Einsatzkräften mit den Glutnestern beschäftigt. Für über 200 Berufsschüler, welche zugleich Internatsbewohner waren, mussten Ersatzquartiere organisiert werden.
Nach mehr als 52 Stunden wurde am 11. Mai um 17 Uhr „Brand aus“ gemeldet. Der Einsatz der Feuerwehren war somit beendet.

## Schloss Ebenzweier heute
Das Schloss wurde im Laufe seiner Geschichte vielfach umgebaut und erweitert. Heute besteht die Anlage aus zwei Schlosshöfen. Der innere ist zur Gänze umbaut, der äußere besteht aus drei Flügeln, die von einer Mauer nach Westen abgeschlossen werden. Im vorderen Hof ist ein steinerner, achteckiger Brunnentrog mit mehreren eingravierten bzw. erhabenen Wappen zu finden; in der Mitte besitzt er eine Säule, die an zwei Seiten Auslaufrohre mit schmiedeeisernen Stutzgitterbögen aufweist und auf welcher eine Steinfigur der hl. Florian steht. Der Mitteltrakt des Schlosses besitzt im oberen Stockwerk verglaste Arkaden. In der Mitte ist ein schlankes Uhrtürmchen mit einem Simsgiebel und einem leicht gebuckelten Kegeldach zu sehen. Die dem See zugewandte dreigeschoßige Fassade weist 75 Fenster auf; in der Mitte liegt ein Säulenvorbau (Säulenportikus) mit einem Architrav und Spitzgiebel.
Die Schlosskapelle besitzt einen Altar (um 1660), eine reich geschnitzte Tür (1633) und Heiligenbilder aus dem 17. Jahrhundert.
Das Schloss Ebenzweier liegt in einem großen Park in Altmünster am Traunsee, der bis zur Traunseebundesstraße reicht. Wie aus einem Stich von Georg Matthäus Vischer von 1674 zu ersehen ist, besaß Ebenzweier bereits damals mehrere eingefriedete Zier-, Nutz- und Baumgärten. Der heutige Landschaftspark wurde unter Erzherzog Maximilian Josef d’Este gestaltet. Allerdings reichte er damals bis zum Traunsee, heute nur mehr bis zur Bundesstraße. Nicht mehr erhalten sind die Glashaus- und Nutzgartenteile.